# Dżymat
Dżymat – wspólnota karaimska (karaim. dżymat 'gmina, zebranie'). Początkowo zgromadzenie o charakterze religijnym grupujące dorosłych mężczyzn, z czasem stało się określeniem lokalnej wspólnoty etnicznej Karaimów w Europie Wschodniej. Na jej czele stał zwyczajowo hacham lub prowadzący modlitwy hazzan. 
W dawnej Rzeczypospolitej miało istnieć około 30 dżymatów. Cieszyły się one opieką polskich królów i wielkich książąt litewskich, o czym świadczą nadane im przywileje. W okresie zaborów gminy karaimskie w Haliczu i Kukizowie znalazły się w państwie austriackim, a gminy na Litwie i Wołyniu – rosyjskim, podlegając ustawodawstwu tych państw. Te ostatnie znajdowały się od 1850 r. pod zwierzchnictwem hachana rezydującego w Eupatorii na Krymie, przy którym funkcjonował Karaimski Zarząd Duchowny. W 1857 r. utworzony został odrębny urząd hachana w Trokach. W II Rzeczypospolitej funkcjonowały dżymaty w Trokach, Wilnie, Łucku i Haliczu. Po 1945 r. pojawiły się nowe w Warszawie, Trójmieście, Wrocławiu i Opolu (ten ostatni zanikł).